# 世嘉
世嘉（日語：株式会社セガ）是日本一家電子游戏公司，曾經同時生產家用游戏机和遊戲軟體、業務用游戏机及其對應遊戲軟體以及電腦遊戲軟體，曾經與任天堂、索尼電腦娛樂和微軟並列為「四大家用遊戲機」製造商，但是由于在遊戲机市场的连续败绩，於2001年起結束家用遊戲機硬件的生產業務，轉型為單純的遊戲軟件生產商。世嘉與颯美於2004年10月1日合併為世嘉颯美控股。

## 名称由来
（SEGA）的日文名称來自Service Games。
世嘉这一中文名称最早出現於1980年代末在香港的世嘉電視遊戲機廣告中，當時香港總代理是王氏港建有限公司。而1992年4月世嘉在台湾开设的分公司，其注册名为世雅娛樂股份有限公司（Sega Amusements Taiwan Ltd.），2002年4月在上海开设的分公司注册名为世嘉（上海）软件有限公司，亚洲官方网站则均使用SEGA，無官方中文譯名。

## 沿革

### 公司前身

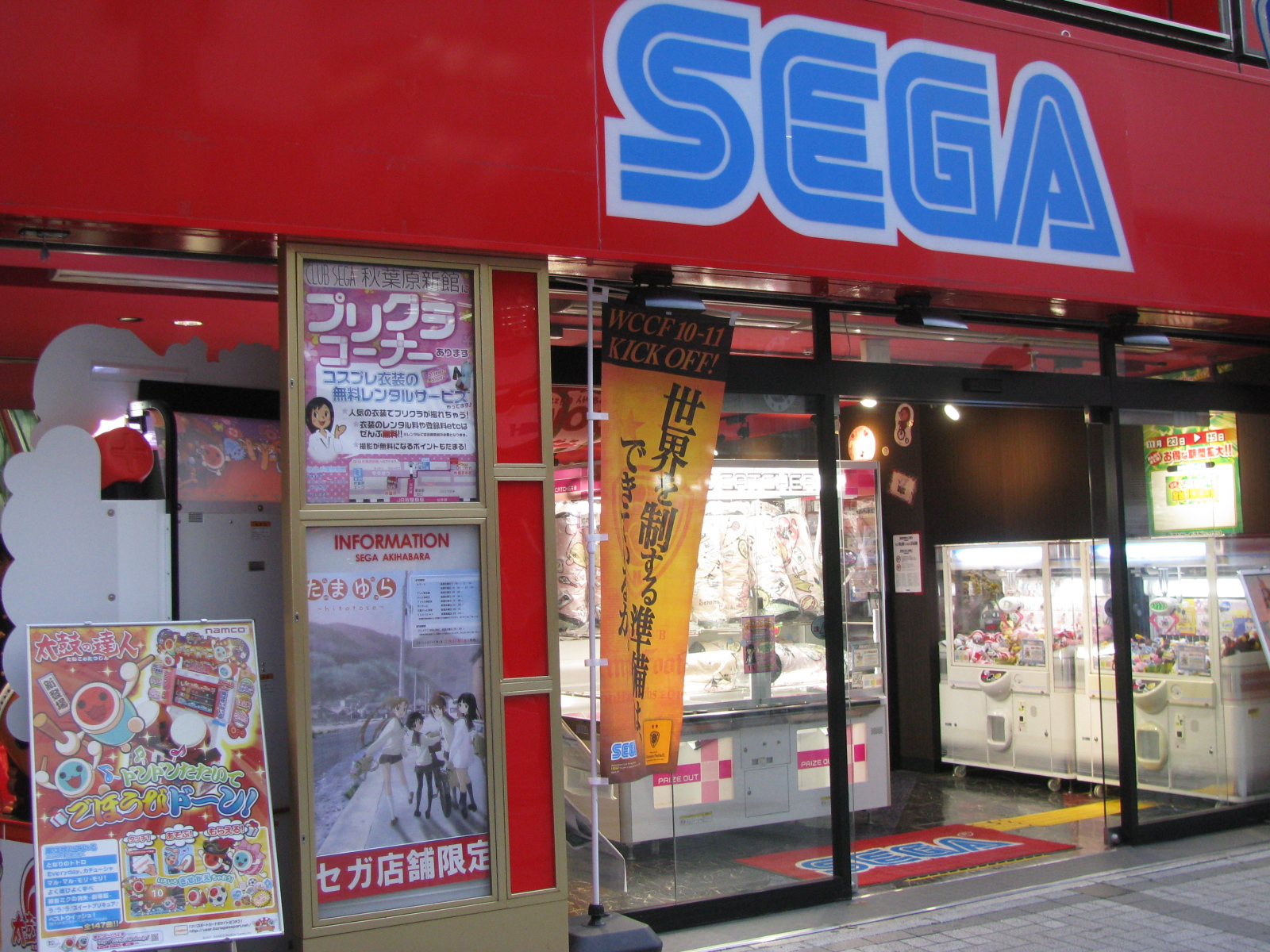
日本街頭的世嘉遊戲場

- 1940年 - 三位美國商人馬丁·布羅姆利（Martin Bromley）、歐文·布朗伯格（Irving Bromberg）和詹姆斯·漢伯特（James Humpert）為了向美軍提供娛樂而在美國夏威夷檀香山成立Standard Games公司，主要業務是向美軍基地供應點唱機和老虎機。
- 1946年9月1日 - 隨著第二次世界大戰結束，Standard Games改名為Service Games（Service是指軍隊勤務，表明他們的客層鎖定在軍人）[3]。
- 1951年 - 由於美國政府立下了《賭博設備運輸法》（Transportation of Gambling Devices Act）[4]，美國各州開始取締老虎機，大量的存貨迫使Service Games逐漸將經營目標從美國轉向日本，將市場鎖定在駐日美軍（由於日美雙方已簽署三藩市和約，日本收回实际管辖权，不再受美国法律的约束）。
- 1953年 - Service Games的總部遷到日本東京並改名為Service Games of Japan，並由理察·史都華（Richard Stewart）擔任行政總裁。[5][6][7][8]
- 1954年 - 一名美國空軍的軍人大衛·羅森（英语：David Rosen (businessman)）（David Rosen）在日本成立羅森公司（ローゼン・エンタープライゼス），主要業務是營運證件用快照機。[5]

### 日本娛樂物產时期
- 1960年 - Service Games of Japan在5月31日解散。6月3日，日本娛樂物產（營運部門）和日本機械製造（製造部門）成立，繼承Service Games of Japan的業務，並於同年7月推出日本史上首台國產點唱機「SEGA1000」，成為之後「SEGA」名稱的由來。
- 1964年 - 日本娛樂物產吞併日本機械製造，同時進軍街機市場。

### SEGA企業时期
- 1965年 - 由大衛·羅森主導，當時業務已轉為營運街機的羅森公司和日本娛樂物產於7月15日正式合併。新公司取名為SEGA企業（株式会社セガ・エンタープライゼス，SEGA Enterprises, Ltd.），大衛·羅森擔任執行長。SEGA開始從進口遊戲機轉為製造遊戲機。
- 1966年 - SEGA推出街機“Periscope”（潛望鏡），大受歡迎，之後成為日本第一款出口到歐洲和美國的街機。
- 1969年 - 大衛·羅森將SEGA賣給美國海灣西方工業（Gulf and Western Industries, Inc.），但他仍然在SEGA擔任執行長。
- 1979年 - 大衛·羅森與日本企業家中山隼雄及其他日本的投資者購買了SEGA的日本資產。中山隼雄從此成為SEGA的社長，大衛·羅森則成為SEGA的美國分公司的領導人。由此开始，SEGA生根日本。

### 进军家用遊戲機

#### SEGA推出其第一款家用遊戲機，于家用游戏市场嶄露頭角

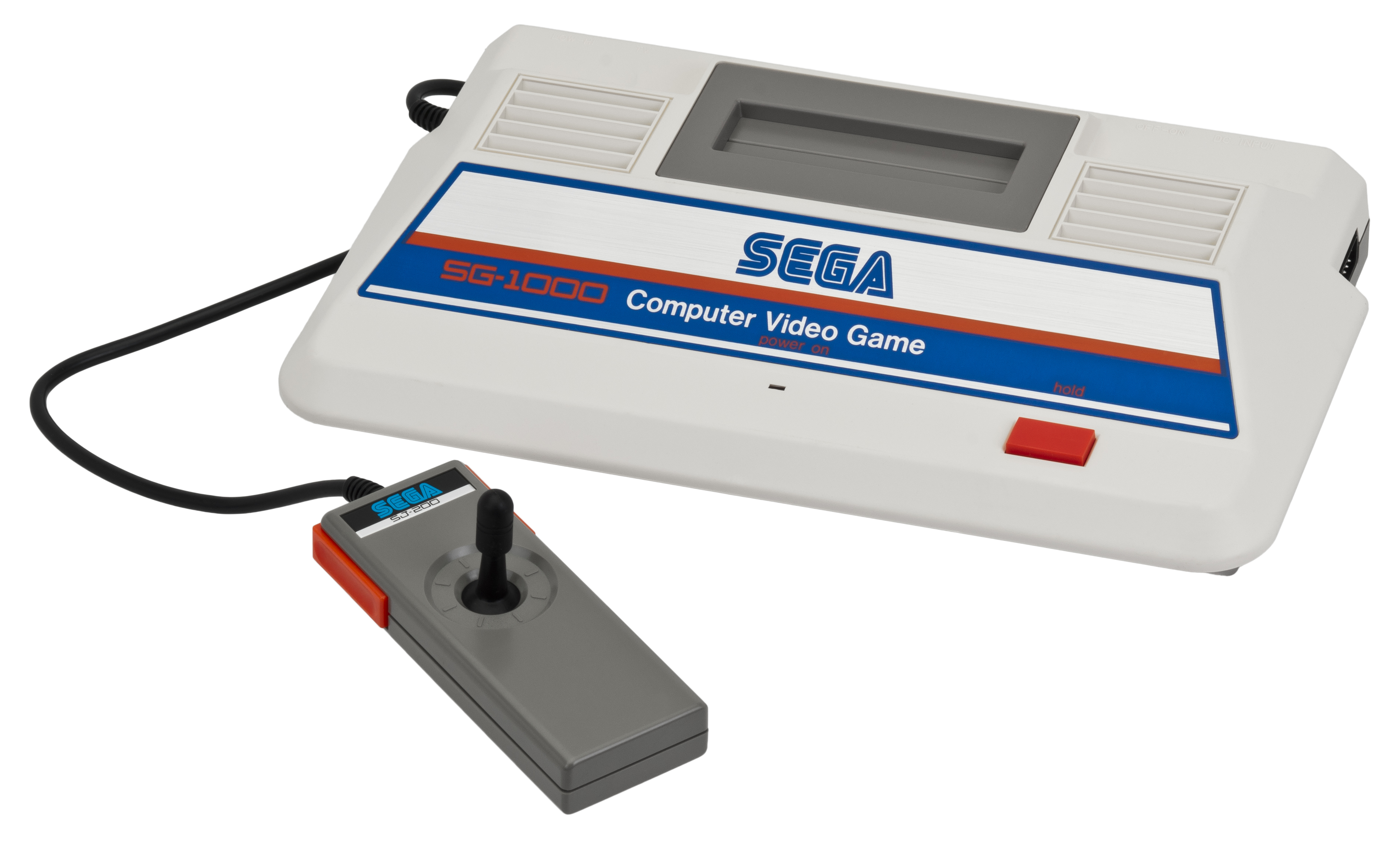
SG-1000主機和搖桿

- 1983年 - SEGA在日本推出了第一款以雷射光碟為媒體的遊戲Sega Astron Belt和第一款立体電子遊戲（原理类似3D眼鏡）SubRoc-3d，以及SEGA第一款家用遊戲機SG-1000。不久後，因1983年美國遊戲業大蕭條，海灣西方工業將美國SEGA公司的股份賣給Bally Manufacturing Corporation，而日本的SEGA公司依然運作。
- 1984年 - SEGA與日本CSK（現：SCSK）合夥，SEGA企業成為一個以日本為基礎的公司。

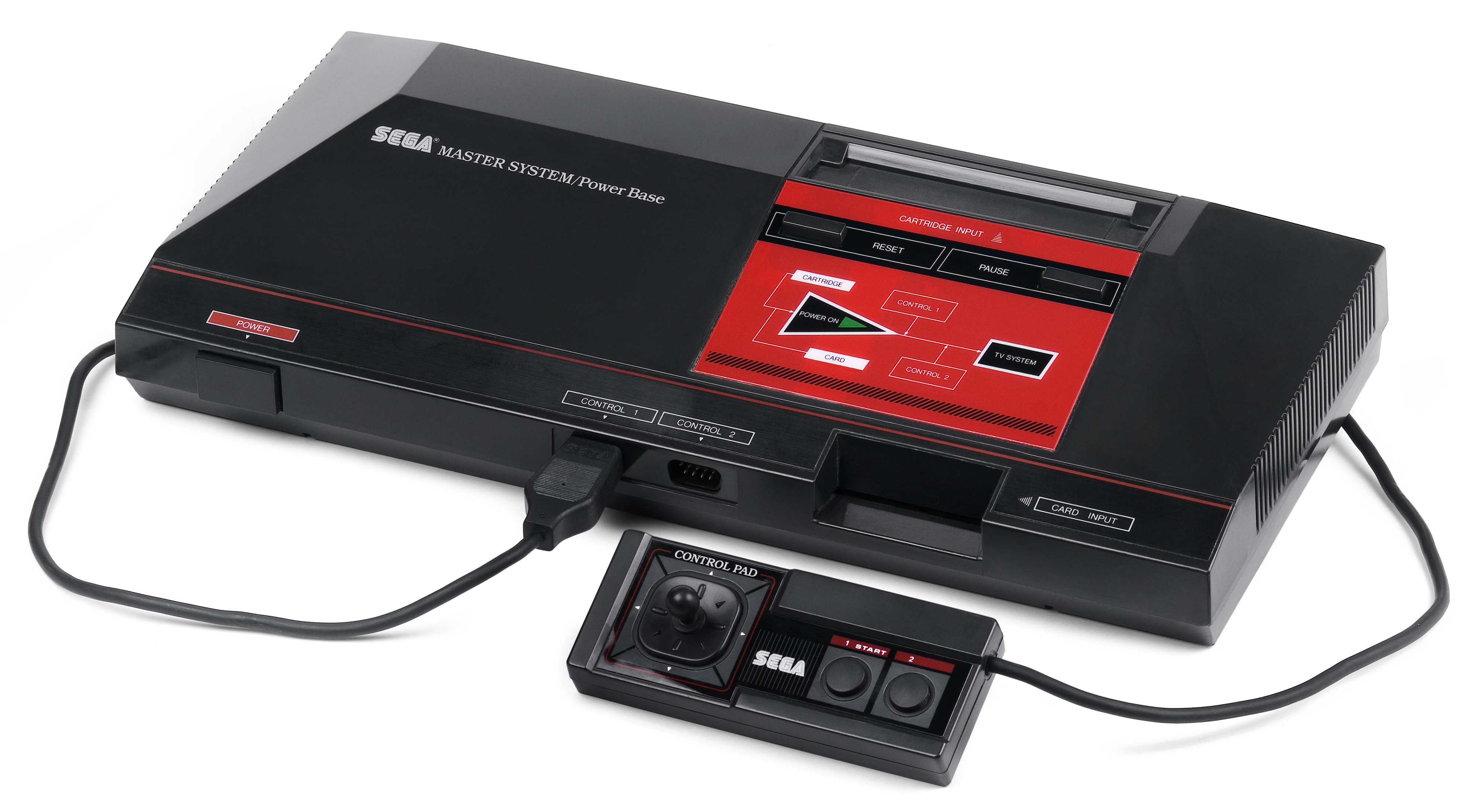
SEGA Master System美版主機和控制器

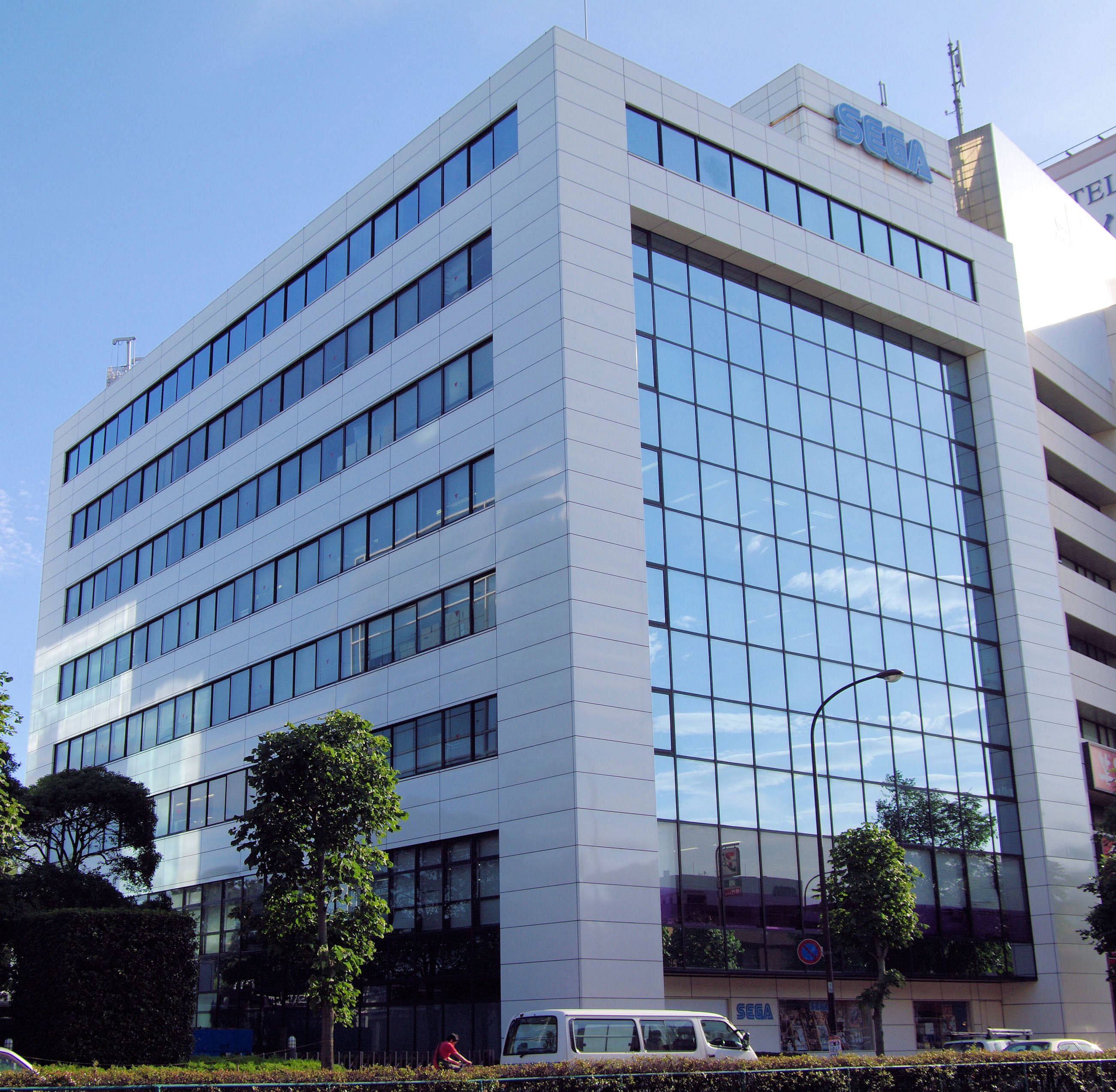
1985年入伙的東京都大田區羽田世嘉總部2號館舊址，已經於2019年拆卸。

- 1985年 - SEGA於日本推出8位元家用遊戲機SEGA Mark III，翌年於北美推出 Master System，以抵抗聲勢日漸壯大的任天堂紅白機。
- 1986年 - SEGA企業的股價超出東京股票交易所的計算機所能顯示的範圍。1980年代後期，SEGA更引進一系列極受歡迎的家用遊戲機與遊戲軟體，促使了SEGA在國際間突出的地位，成為世界第二大銷售家用遊戲機的廠商，僅次於主要競爭對手任天堂。

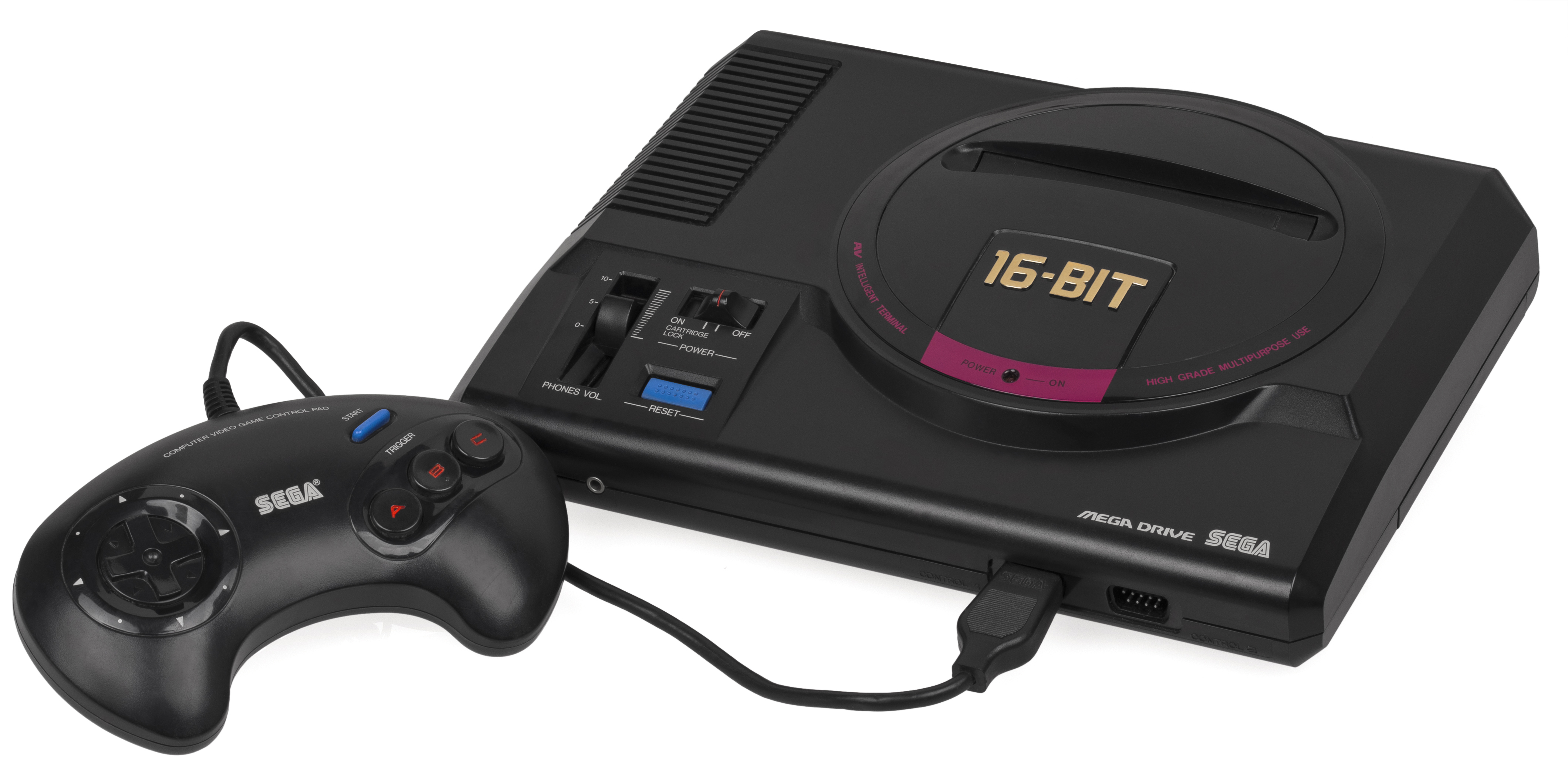
Mega Drive日版主機和控制器

- 1988年 - SEGA推出16位元家用遊戲機Mega Drive（北美版名為Sega Genesis）。

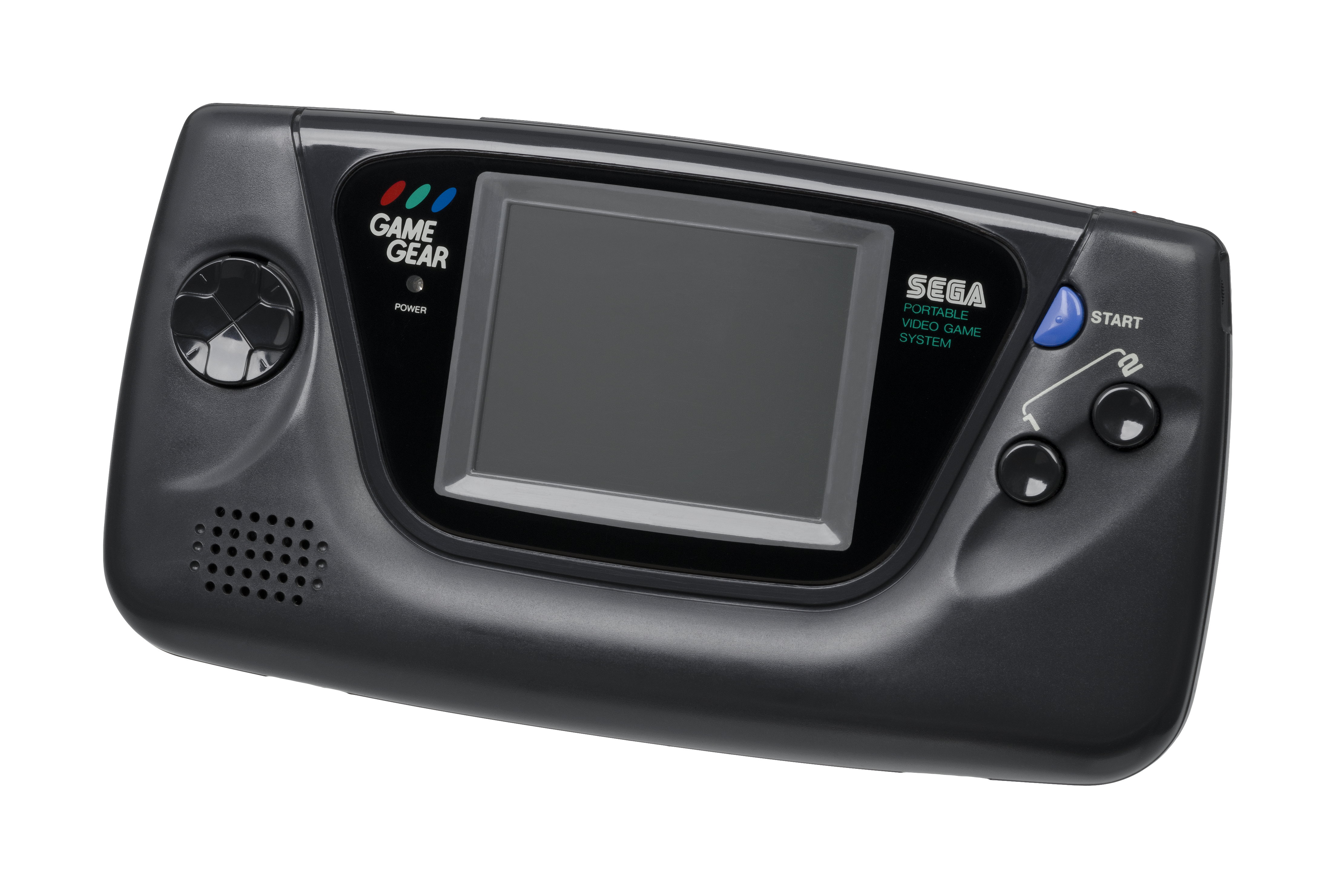
世嘉Game Gear主機

- 1990年 - 世嘉在東京股票交易所列為市場第一部。Genesis在美國與及Levi's被列為最受年輕人寵愛的品牌。10月，世嘉推出掌上型遊戲機Game Gear。

#### SEGA达到事業高峰，但与索尼的竞争中犯下商業策略錯誤

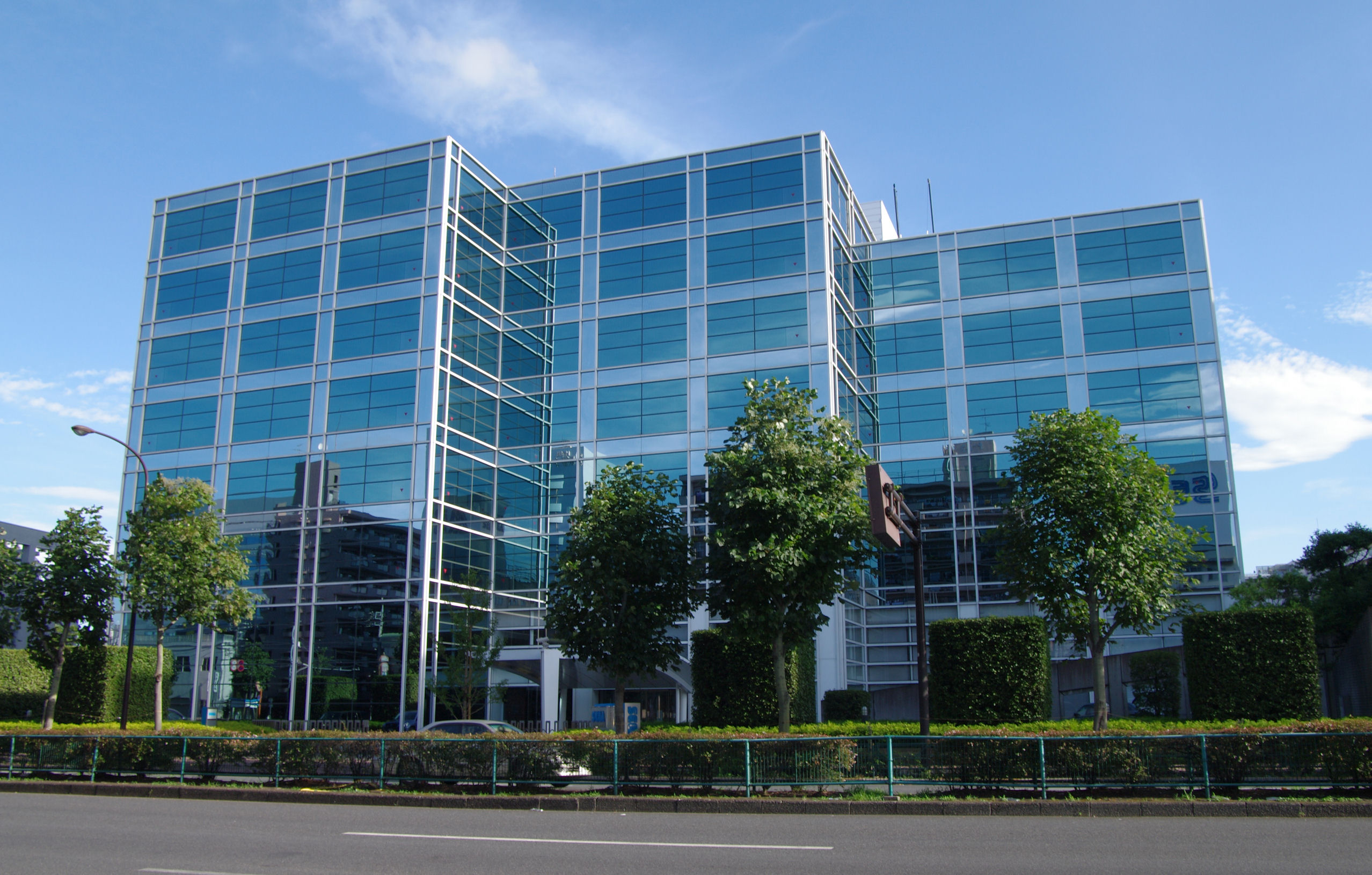
1994年入伙的東京都大田區羽田世嘉總部1號館舊址，已經於2019年拆卸。

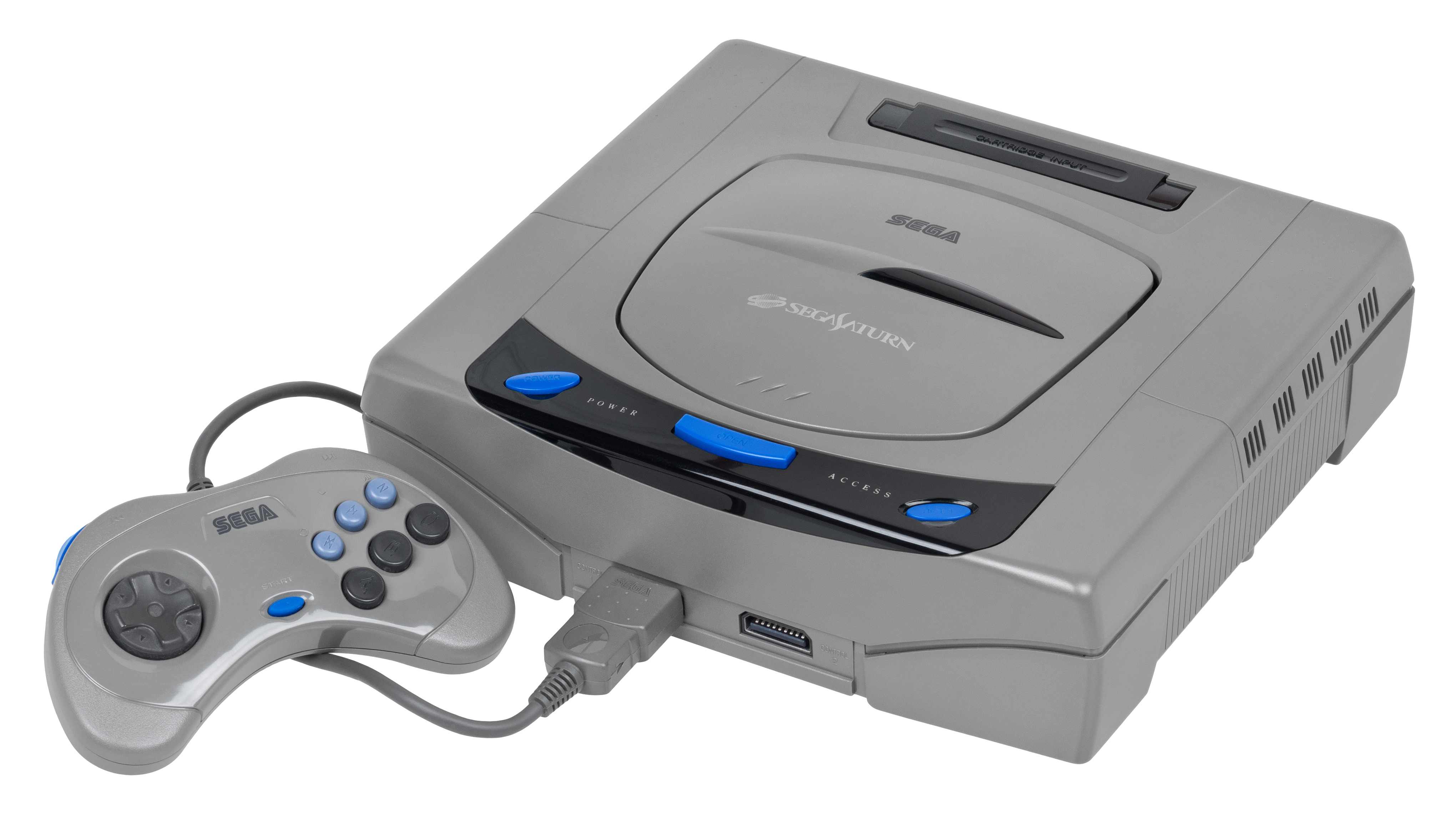
SEGA Saturn日版主機與控制器

- 1994年11月 - 世嘉新一代遊戲主機SEGA Saturn（世嘉土星）在日本發售，而主要競爭對手——由索尼電腦娛樂開發的PlayStation遊戲機於兩個禮拜後在日本發售。
- 1994年12月 - 世嘉與時代華納及TCI合作設立SEGA Channel，为Mega Drive的玩家提供網路服務。
- 1995年5月，SEGA Saturn在美國發售。同一時間，世嘉和索尼宣佈SEGA Saturn和PlayStation的主機銷量突破100萬部。6月，世嘉為了在銷量上進一步佔有優勢，宣佈調降Saturn的價格至34,800日圓，索尼隨後也推出普及版PlayStation，售價29,800日圓。世嘉和索尼的價格戰拉開序幕。
- 1996年3月，SEGA Saturn推出廉價版本，定價20,000日圓，比PlayStation還要低9,800日圓，Saturn的銷量開始上漲。同時，世嘉看到網路連線遊戲廣泛的發展前景，開始推出Saturn專用的數據機和通信設備。
- 1997年1月，世嘉與萬代宣布合併。[9]但萬代的電子雞大賣後，該計劃宣布延遲。5月27日，兩會社合併計劃取消。
- 1997年9月 - 世嘉宣佈正與微軟合作研制下一代神秘主機妖刀，受業界普遍看好。

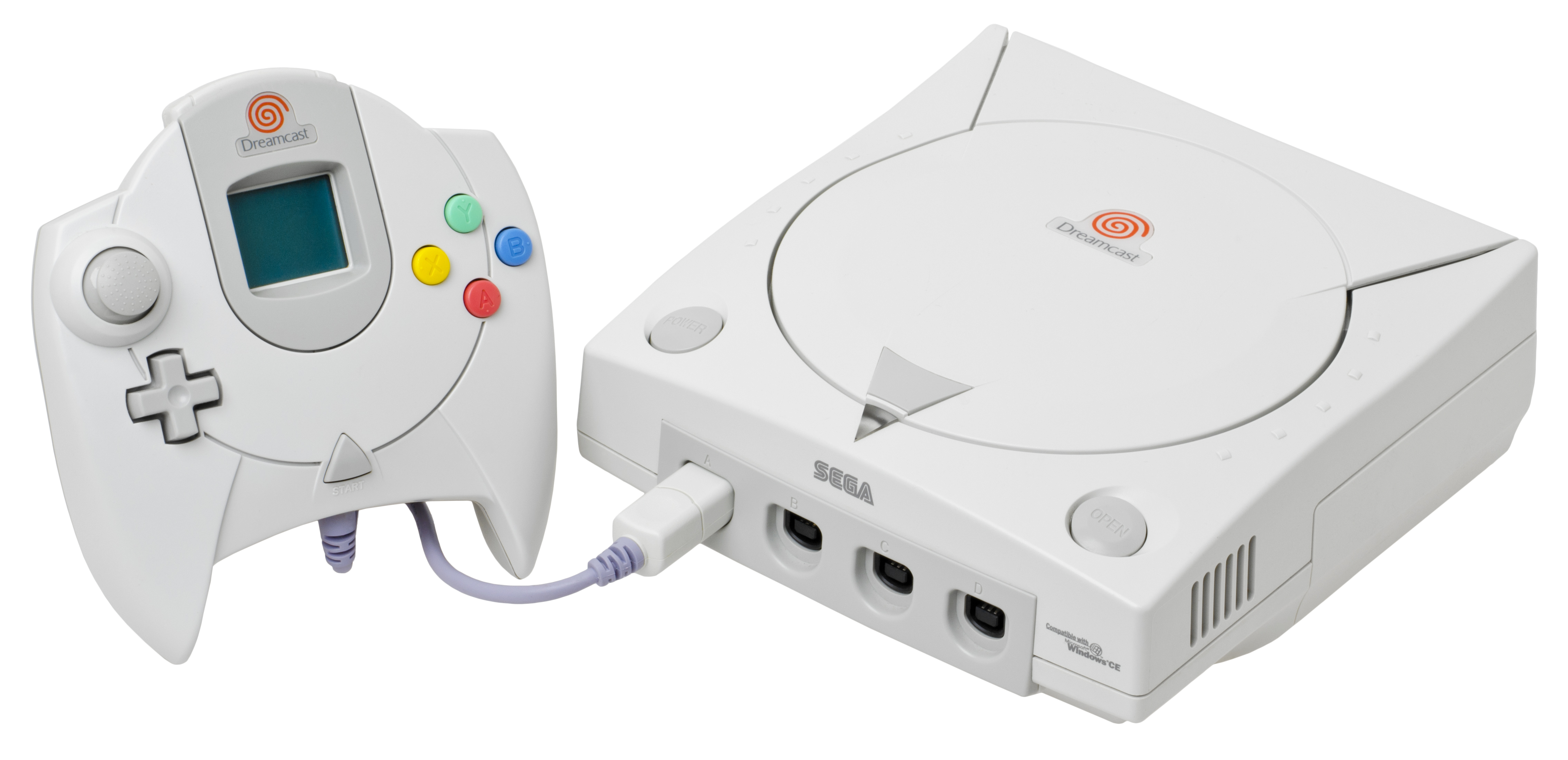
世嘉Dreamcast美版主機與控制器

- 1998年5月 - 世嘉正式發表新一代主機，名字改為Dreamcast，預計在11月20日上市，将有各大遊戲軟體廠商支援。Dreamcast搭載了專用的微軟Windows CE 2.0與Internet Explorer 4。遊戲大廠WARP決定將SEGA Saturn上的名作《D之食卓》續作移植到Dreamcast，而SEGA也將《VR快打3》在Dreamcast上推出。11月，Dreamcast如期發售。同時上市的還有《音速小子大冒險》。
- 1998年8月28日，台灣太電欣榮實業與世嘉簽約結盟，主持人是于美人，雙方簽約者是太電欣榮實業董事長孫道存與世嘉社長入交昭一郎。[10]
- 1999年 - 真實系冒險大作《莎木 一章 橫須賀》在鈴木裕的帶領下順利完成，在Dreamcast主機时期，其渲染畫面效果驚人，新穎的玩法和創新的精神得到業界的高度好評，但销量未达预期，全球累计售出120万份[11]。日本遊戲大廠卡普空（CAPCOM）的Dreamcast獨佔大作《惡靈古堡：聖女密碼》也在同年於Dreamcast上發行。
- 1999年6月 - 因PlayStation 2發布所带来的壓力及Dreamcast開發费用导致的虧損，世嘉將Dreamcast的定價降至19,900日圓，但是仍然未能夠挽救公司的赤字。

### 世嘉株式會社时期

#### SEGA跌落谷底，轉型為單純的第三方遊戲軟件生產商

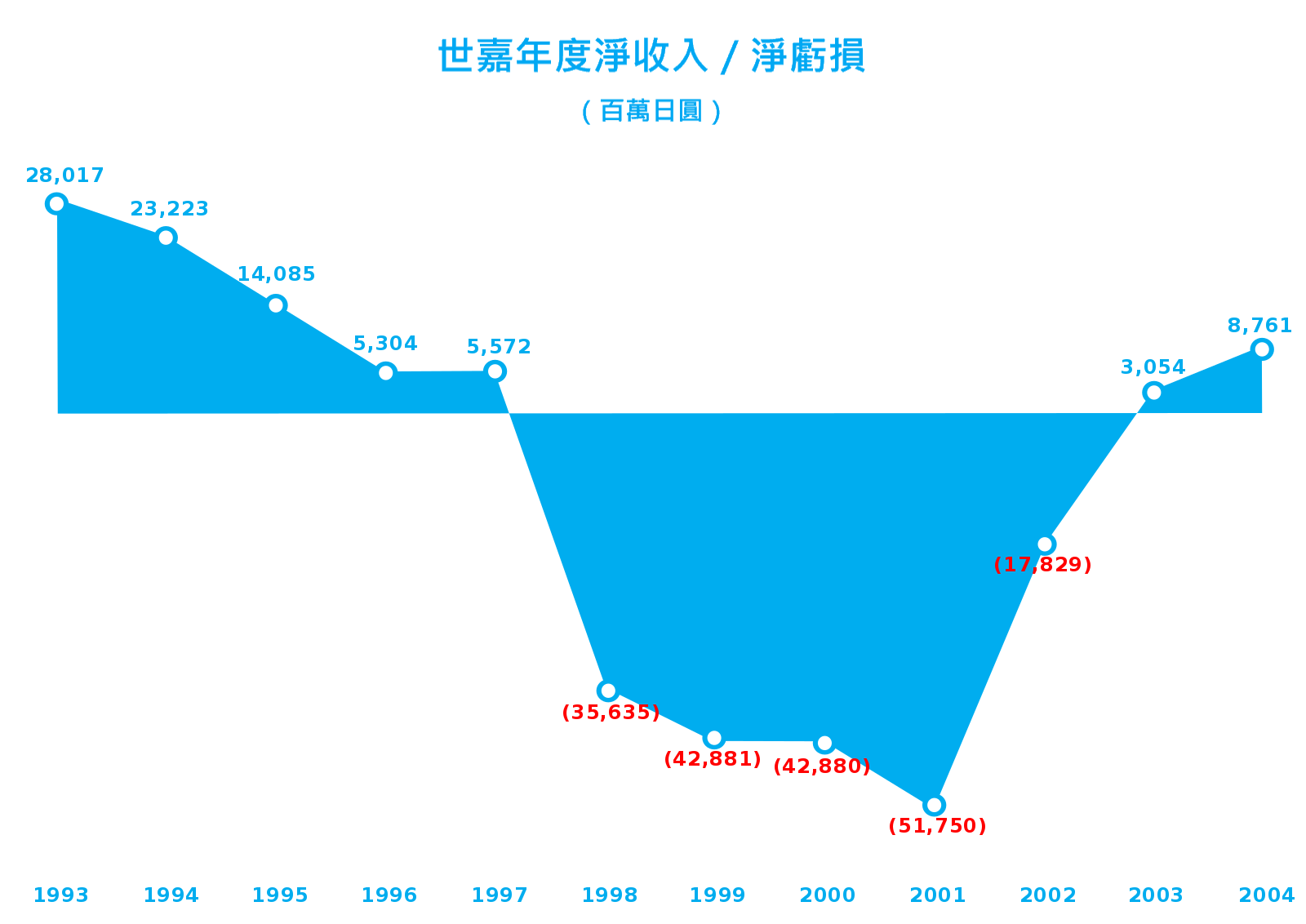
數據來源：

- 2002年11月20日 - 世嘉宣佈，上半年已經恢復盈利，但
- 而在日本國內，銷售量則增加了6%。而世嘉在日本一共銷售出了81萬套遊戲，比預期的114萬套要少。在美國，世嘉公司的遊戲一共賣出了256萬套，同樣少於360萬套的預定目標。

### 颯美收購
- 2003年2月 - 日本柏青哥製造商颯美（Sammy）宣佈將與世嘉合併，同時與世嘉討論合併的還有南夢宮、萬代、藝電及微軟。
- 2003年4月17日 - 業界傳出世嘉最後將與南夢宮合併，同时世嘉宣布放弃與颯美的合併計畫，但第二天南梦宫宣布撤回與世嘉的合併。[16]
- 2003年11月 - 颯美透過收購原本由CSK集團所持有的世嘉股份，成為世嘉最大的股東，並且在記者會中，宣佈將於2004年10月1日與SEGA業務合併成立共同控股公司世嘉颯美控股（株式会社セガサミーホールディングス），世嘉與颯美則成為該控股公司下的完全子公司。颯美的電子遊戲業務轉移至世嘉旗下，至於原本世嘉旗下的七家子公司也將回歸世嘉所有。新會社的社長由原颯美社長里見治擔任，時任世嘉社長佐藤秀樹繼續參與經營管理。
- 2005年1月 - 世嘉向Take-Two Interactive出售Visual Concepts及其旗下工作室Kush Games。Visual Concepts是一家专门开发体育游戏的工作室，旗下拥有NBA 2K等所有2K品牌的体育游戏，此举意味着世嘉彻底放弃了体育游戏市场。
- 2006年3月 - 由於日本《電氣用品安全法》的新規定，沒有「PSE（日语：電気用品安全法）」標誌的商品必須從2006年4月1日起禁止生產和銷售，因此Dreamcast在2006年3月23日停止銷售。
- 2007年6月 - 世嘉颯美控股社長小口久雄卸任，里見治接任執行長及營運長。世嘉以「創造獲利」為方針調整事業組織，強化在家用遊戲獲利面的成長、營業用遊戲事業部維持不變，針對海外 (歐美) 市場做更大幅度的規劃調整，以及更積極投入遊戲代理業務。
- 2008年2月 - 世嘉颯美控股公佈了2007會計年度第三期 (2007年10月－12月) 財務報表，由於大型電玩、柏青哥事業的營收大衰退，單季營收降為3,420.9億日圓 (比2006年同期衰退15.4％)，稅後淨損為157.6億日幣赤字，創下SEGA與Sammy兩家公司合併以來最大的單季營業虧損。世嘉颯美控股因此宣布將裁員10％人力（当时員工3583位），申請退職希望人數約400人(準備資遣費29億日幣)。
- 2008年3月28日 - 世嘉颯美控股宣布，將結束韓國世嘉於當地的所有事業，預定於4月結束大型街機部門業務，已經完成設置的街機則將會持續服務。SEGA韓國子公司自2003年2月設立至2008年關閉，總設立時間5年。
- 2008年4月 - 英国遊戲開發商Codemasters宣布，將收購原先預定於4月初解散的英國競速遊戲工作室SEGA Racing Studio（英语：SEGA Racing Studio）。
- 2009年 - 世嘉和Tec Toy及其他公司合作研發的遊戲機Zeebo于2009年在巴西上市。2011年服务终止。[17]

### 世嘉控股时期
- 2015年4月1日 - 世嘉颯美控股進行重組，新成立專門負責管理世嘉集團旗下部門的中間控股公司世嘉控股（日語：株式会社セガホールディングス）。世嘉株式會社被分析更名為世嘉遊戲（日語：株式会社セガゲームス），並由新成立的世嘉互動負責街機部門，兩間公司同時成為世嘉控股旗下的子公司。
- 2018年8月20日 - 世嘉總部搬遷至剛新建成入伙，位於東京都品川區的住友不動產大崎Garden Tower[18]，正式關閉位於大田區羽田的世嘉本社（隨後大樓於2019年拆卸，1號館現址為美居東京羽田機場酒店；2號館現址為豐田租車羽田機場店大樓），物業證明亦於同年10月1日轉讓給母公司世嘉颯美控股[19]。

### 现今
- 2020年4月1日 - 世嘉遊戲與世嘉互動合併，重新更名為世嘉株式會社[20]，母公司世嘉控股亦更名為世嘉集團。
- 2021年4月1日 - 世嘉集團宣佈解散，併入世嘉株式會社，相隔6年後再度成為世嘉颯美控股的子公司[21][22]。
- 2023年4月17日 - 世嘉宣佈將以7.06億歐元（約7.76億美元）的價格收購芬蘭手機遊戲公司Rovio娱乐，該交易於8月18日完成[23]。
- 2024年3月28日 - 世嘉宣布在欧洲地区的子公司进行裁员，涉及世嘉欧洲、Creative Assembly、世嘉哈尔德莱特（英语：Hardlight）等公司，裁员规模约240人。同时将出售遗迹娱乐工作室。遗迹娱乐稍后宣布成为独立的公司。[24]

## 子公司

### 游戏

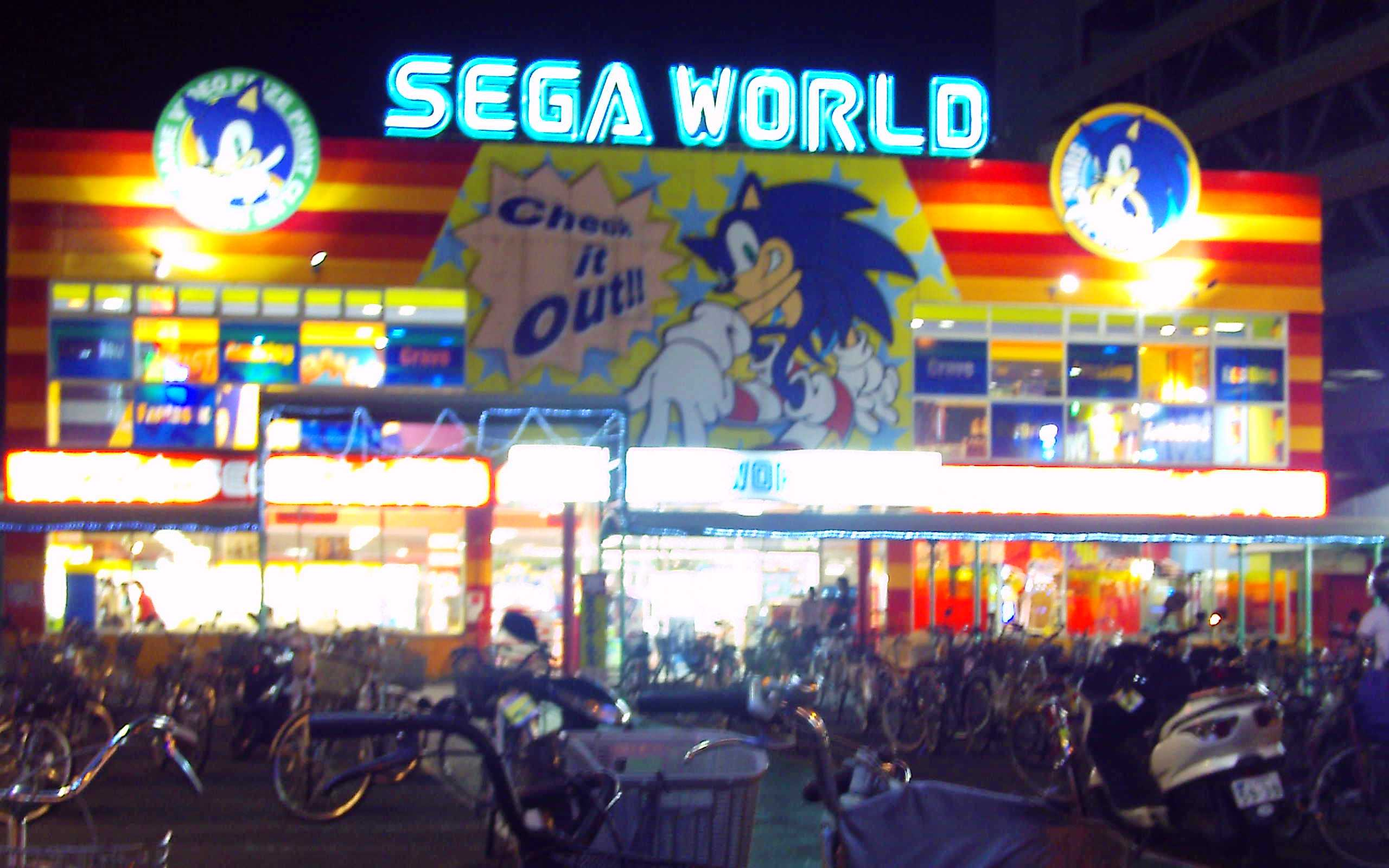
日本SEGA WORLD遊樂場

- Atlus
  - Atlus美国
- 世嘉札幌工作室
- 世嘉XD
- Creative Assembly
- Hardlight
- Sports Interactive
- 雙點工作室
- Rovio
- 世雅娱乐股份有限公司

### 街机
- 世嘉物流服務
- DARTSLIVE
  - Hivecreation
- 世嘉（上海）软件有限公司

### 其他
- TMS娛樂
- 世嘉玩具
  - 世嘉玩具(香港)有限公司

## 歷代商標

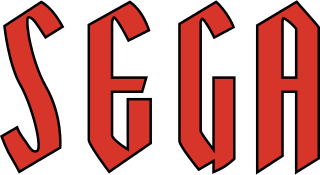
1965年至1975年（商標最早於1956年由公司前身Sevrice Games發行的《Sega Bell》老虎機出現）
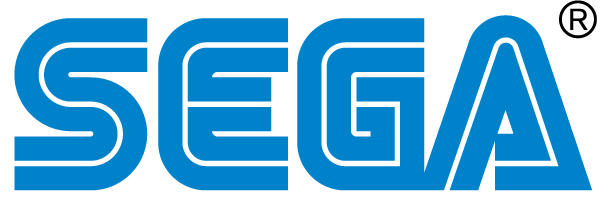
1982年至今（使用於日本和亞洲地區）
1982年至今（使用於歐美等國際地區）

世嘉颯美合并
2003年2月，SEGA宣佈將與日本柏青哥大廠颯美合併。但是日本遊戲大廠南夢宮同时也对SEGA提出收购要约。直到4月17日，SEGA和南夢宮仍在谈判，并相当接近完成，當天世嘉與南夢宮的股票也停止交易。就在SEGA宣布不和颯美合併的第二天，南夢宮撤回了收购要约。
之後SEGA放弃合併計畫，進行大規模的公司改組。但颯美最後還是在2003年11月底，以432億日幣收購CSK集團所持有的SEGA股份，買下20％SEGA股權而成功成為SEGA最大股東。颯美入主SEGA引發了SEGA的離職潮。

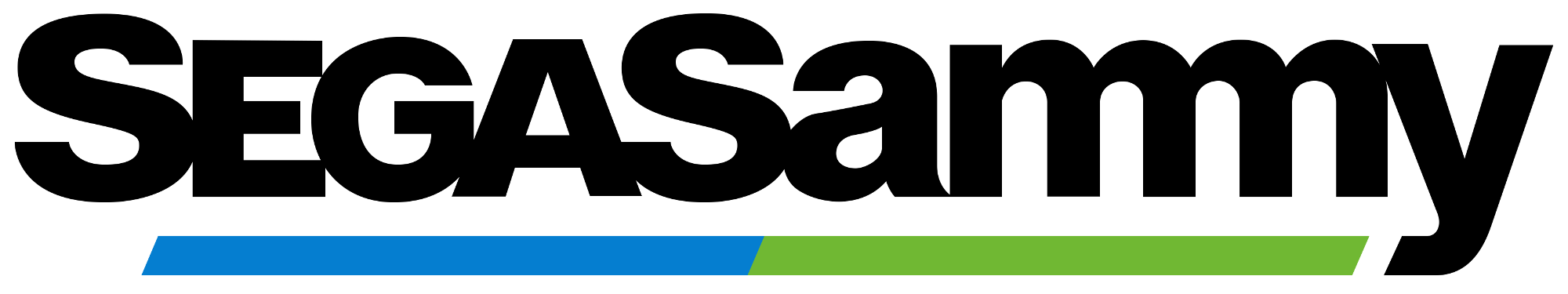
世嘉颯美控股於2018年8月起使用的新標誌

2004年10月，SEGA與颯美將業務合併成立共同控股公司世嘉颯美控股，SEGA與颯美則成為該控股公司下的完全子公司。
颯美希望能透過SEGA的遊戲研發能力，在遊戲產業佔有一席之地。因此颯美多次试图入主SEGA。2001年宣佈接收SEGA研發Dreamcast主機的所有技術而自行研發新大型電玩機板Atomiswave，以及2003年初的世嘉颯美合併案，2003年11月底颯美成為最大股東等動作，都表現颯美旺盛的企圖心。

### 第一次改組
2000年，SEGA為了讓旗下的九個遊戲開發部門都能獨立成長，將這九個部門獨立成為九家子公司。
2003年6月，SEGA再次進行高層組織改組，並針對旗下九家子公司進行合併改組：
- 第一開發部WowEntertainment、第七開發部Overworks

兩家合併成SEGA WOW
- 第二開發部SEGA-AM2

維持不變（社長鈴木裕另外設立新公司Digitalrex）
- 第三開發部Hitmaker、第五開發部SEGA Rosso

兩家合併成Hitmaker
- 第四開發部Amusement Vision、第六開發部Smilebit

兩家合併成Amusement Vision（部份人力成立Smilebit投入運動遊戲開發）
- 第八開發部Sonic Team、第九開發部United Game Artists

兩家合併成Sonic Team
- 原音效開發部門Wave Master

維持不變
2004年7月1日，因SEGA與颯美合併，SEGA的這幾家子公司全部回歸母公司。超過1000位的遊戲研發人員全部打散重新編排，在公司内重新编组成遊戲研發團隊。

### 第二次改組
2014年，世嘉的母公司世嘉颯美控股設立「集團組織改革本部」，负责檢視旗下各部門盈虧，优化企業資源的投入領域。9月，世嘉進行減資，將資本額減少至1億日圓。10月底，世嘉正式將公司業務改組。公司進行人事調動，精簡組織。2015年1月，世嘉宣布，將開發行動裝置遊戲納入公司主要戰略之中；虧損的街機部門將裁員120人並縮減產品開發面向；海外業務組織改革。同年2月，世嘉事業改組為四大部門：消費者研發部、娛樂部門、玩具及影音部門及娛樂設施部門。

## 制品

### 家用游戏机
- SG-1000
  - SC-3000：是SG-1000的学习机版本。1983年发行，售价29,800日元。
  - SG-1000 II：性能与原型一致，外观重新设计，键盘插口由旁边移到了前面。最初售价15,000日元。
    - SC-3000H：是SG-1000 II的学习机版本。
- 世嘉Master System
- Mega Drive
- 世嘉土星
- Dreamcast

### 游戏作品
- 阿歷克斯小子系列
- 夢幻之星系列
- 音速小子系列
- 怒之鐵拳系列
- 櫻花大戰系列
- 魔法氣泡系列（原Compile公司持有，1998年世嘉接手該系列的著作權，2002年接手開發權）
- 莎木系列
- 超級猴子球系列
- 人中之龍系列
- 戰場女武神系列
- 系列
- 三国志大戰
- 戰国大戰

### 动画作品
- 世嘉硬件女孩
曾与Compile Heart合作推出联动作：超次元大戰 戰機少女 VS SEGA 主機少女 夢幻合體 Special

## 外部連結
- SEGA日本（页面存档备份，存于）（日語）
- SEGA台灣 （页面存档备份，存于）（繁體中文）
- 世嘉中国 （页面存档备份，存于）（简体中文）
- SEGA亞洲 / 家用遊戲 （页面存档备份，存于）（繁體中文）
- SEGA Sammy Holdings日本 （页面存档备份，存于）（日語）
- System 16（页面存档备份，存于）（英文）（介紹各廠各種大型電玩遊戲基板）
- Vgmaps - Sega Genesis （页面存档备份，存于）（英文）（介紹所有世嘉遊戲場地版圖全景）